# Al Capone
Alphonse Gabriel „Al” Capone (în italiană Alfonso Capone, n. 17 ianuarie 1899, New York City, New York, SUA – d. 25 ianuarie 1947, Florida, SUA) a fost unul din cei mai faimoși gangsteri americani din anii 1920-1930. Fiu al unei familii de imigranți italieni din zona Napoli, Al Capone a dominat lumea interlopă din Chicago, ajungând conducătorul unei mari rețele de crimă organizată („Chicago Outfit”), obținându-și veniturile din afaceri de jocuri de noroc ilegale, din rețele de bordeluri, iar în anii regimului Prohibiției în SUA, din trafic ilegal de băuturi alcoolice, la care se adăuga extorcarea de bani sub forma taxelor de protecție. Până astăzi numele său se leagă de noțiunea de spălare a banilor, Al Capone camuflându-și sursele încasărilor sale, prin unele afaceri aparent banale ca spălătorii, vânzare de mobilă veche și antichități, etc., pe care le prezenta ca fiind ocupația sa oficială.
Deși a reușit multă vreme să se sustragă justiției și să nu fie niciodată găsit vinovat pentru crimele violente comise de «sindicatul crimei» pe care l-a condus, cariera sa de gangster s-a încheiat de fapt în 1931 când guvernul federal a reușit să-l facă judecat și condamnat pentru evaziune fiscală. A petrecut în continuare mai mulți ani în închisori, între care vestita Alcatraz, unde a fost închis în detenția sa cea mai lungă.
Ultimii ani ai vieții i-a petrecut în Florida, bolnav de neurosifilis.
A murit în urma unui accident vascular cerebral, la vârsta de 48 ani.  Poreclit "Scarface" din cauza cicatricilor de pe față, urme ale unor confruntări violente, și "The Big Fellow" din cauza poziției lui de conducător de bandă, Al Capone a devenit un simbol al gangsterismului american și italo-american.
Al Capone a fost căsătorit din 1918, de la vârsta de 19 ani, cu Mae Josephine, născută Coughlin, de origine irlandeză catolică, cu care a avut un fiu - Albert Francis „Sonny” Capone.

## Legături externe
- Al Capone: The Original Gangster Arhivat în 30 ianuarie 2011, la Wayback Machine. – slideshow by Life
- Mario Gomes' site on everything related to Al Capone
- South Beach Magazine The Un-Welcomed Visitor: Al Capone in Miami. (with photos)
- Complete FBI files on Al Capone
- Little Chicago: Capone in Johnson City, Tennessee Arhivat în 1 decembrie 2006, la Wayback Machine.
- Al Capone at the Crime Library⁠(d)
- Lucrări de sau despre Al Capone în biblioteci (catalog WorldCat)